# Rue Louis-Rolland
La rue Louis-Rolland est une voie de communication de Montrouge.

## Situation et accès

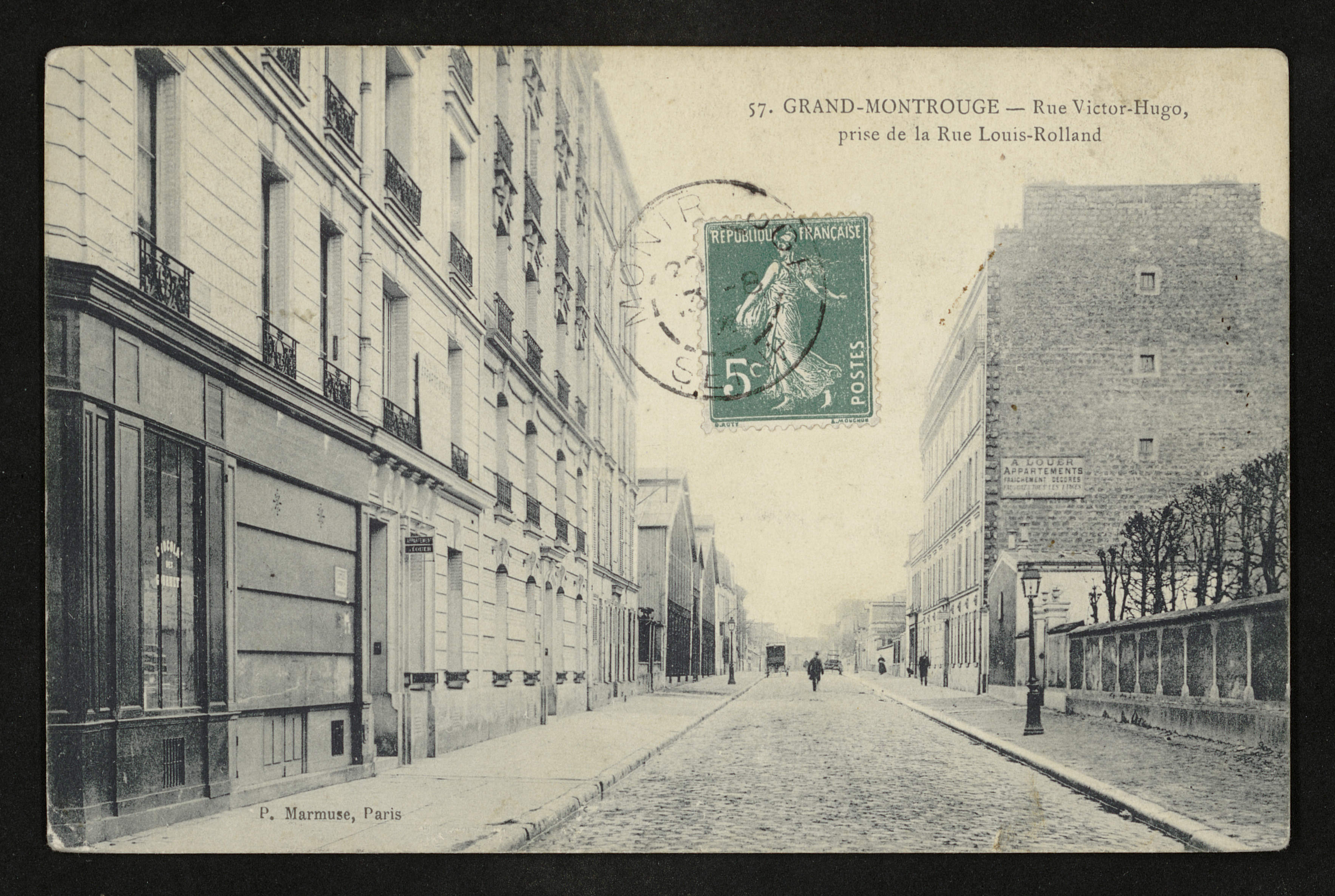
Rue Victor-Hugo prise de la rue Louis-Rolland, vers 1900.

Cette rue est accessible par la station de métro Mairie de Montrouge sur la ligne 4 du métro de Paris.
Orientée d'ouest en est, elle rencontre la rue Victor-Hugo au sud puis croise l'avenue Henri-Ginoux.

## Origine du nom
Depuis 1894, cette voie de communication porte le nom de Louis Rolland (1832-1893), fabricant de produits chimiques et ancien maire de la ville (1871-1876 et 1884-1888).

## Historique
En 1731, se trouvait sur ce tracé une allée arborée menant au parc du château de Montrouge, agrandi en 1631 par François Mansart (1598-1666) pour le garde des sceaux Charles de L'Aubespine (1580-1653). La rue est toujours bordée de platanes et de cerisiers.
Dans la seconde moitié du XIXe siècle furent bâties de nombreuses villas dont certaines sont toujours visibles. Ce lotissement était destiné à loger les officiers des fortifications voisines. Elle est alors appelée Villa d'Orléans à cause de la proximité de la route d'Orléans, aujourd'hui route nationale 20.
Vers la fin du XIXe siècle, elle accueillit le premier bureau de poste du Grand-Montrouge. 

## Bâtiments remarquables et lieux de mémoire

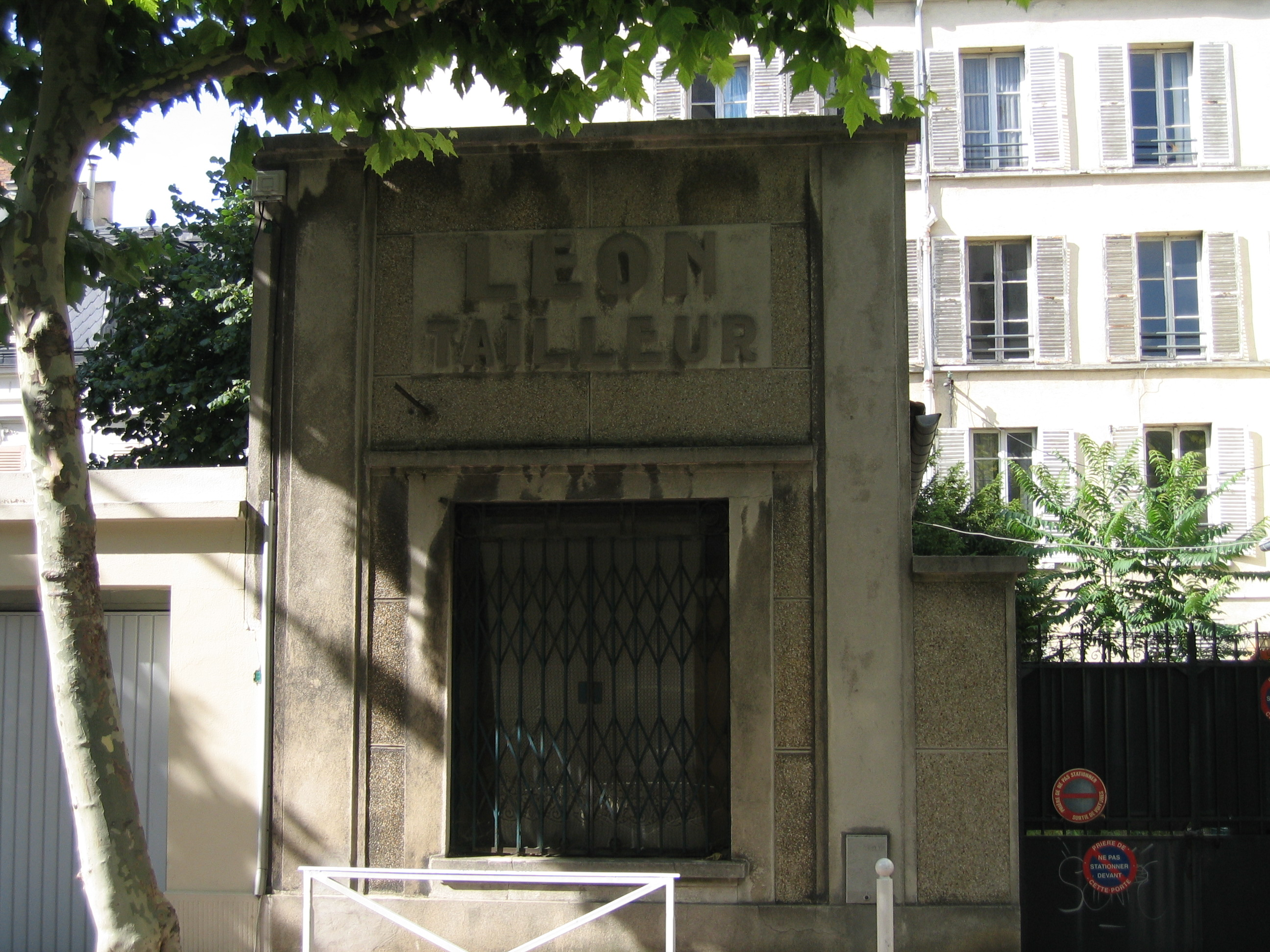
Le 4, où Raymond Federman vécut dans son enfance.

- À l'angle de l'avenue Henri-Ginoux, la « maison du Père Joseph », en référence à François Leclerc du Tremblay, dit père Joseph, éminence grise du cardinal de Richelieu. Selon une tradition locale, cet édifice datant du milieu du XVIIIe siècle et inscrit à l'inventaire du patrimoine culturel sous la référence IA00076093[7] serait la plus ancienne maison de la commune.
- C'est au no 4 de cette rue qu'habitait le poète et écrivain franco-américain Raymond Federman lors de l'arrestation de sa famille en juillet 1942[8].

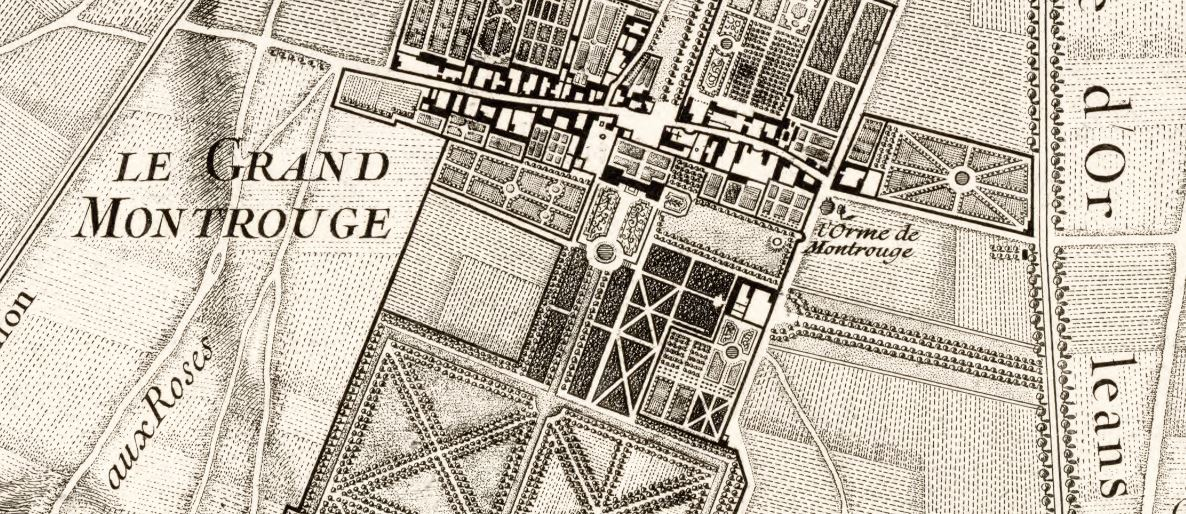
Le Grand-Montrouge sur le plan de Roussel en 1731, et le parc du château de Charles de L'Aubespine. Le château du duc de La Vallière ne sera construit qu'en 1750. L'allée arborée sur la droite est la future rue Louis-Rolland.